# ひろしま駅ビル ASSE

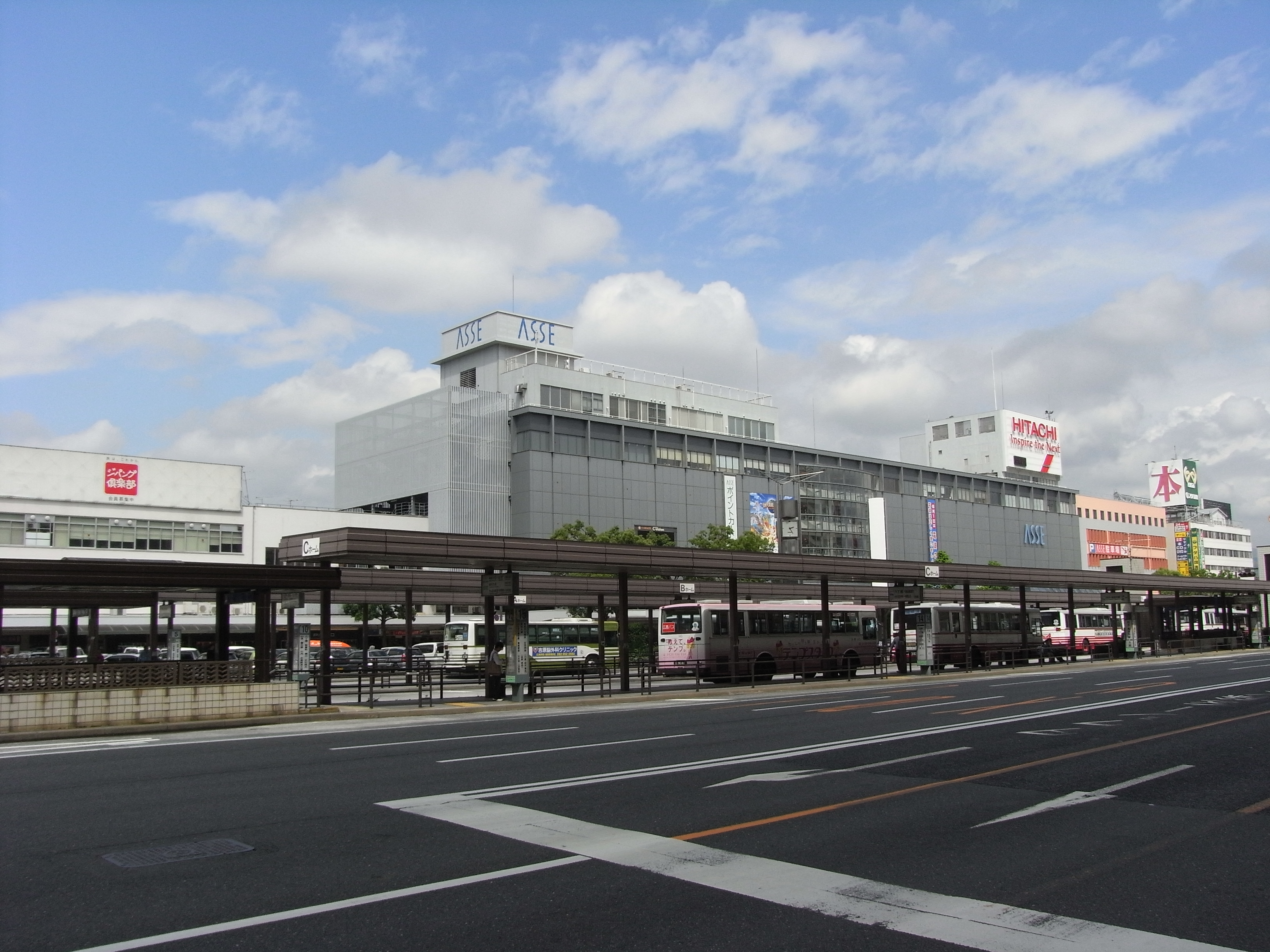
広島駅南口全景（2008年5月）

ひろしま駅ビル ASSE（ひろしまえきビル アッセ）2020年まで存在した、広島県広島市南区の西日本旅客鉄道（JR西日本）広島駅南口駅舎（駅ビル）の専門店街。広島駅南口駅舎の全面改築に伴い閉鎖され、改築後の2025年にminamoa（ミナモア）として開業した。
この項目では、同じ事業会社が運営する、広島駅新幹線口の商業施設であるekie（エキエ）についても記す。

## 概要
1965年に「ひろしま駅ビル」として開業した民衆駅を発祥とする、広島駅南口駅舎（地上7階・地下1階建て）の大半を占有する商業施設で、1階改札口前のコンコース部分とその上空（2階の吹き抜け部分）を除いて商業施設が並ぶ。地下1階と3階に改札口が設けられており、駅構内に直結している。元々は単独の法人（広島ステーションビル株式会社）による運営だったが、2010年4月1日を以てJR西日本子会社の別の駅ビル運営会社である中国SC開発と合併し、同社の運営となっていた。
駅ビルの全面改築により、2020年3月31日で閉館した。

## 沿革
- 1965年（昭和40年）12月 - 南口にひろしま駅ビルが完成。
- 1975年（昭和50年）3月10日 - 北口（新幹線口）に広島新幹線名店街が完成。
- 1999年（平成11年）4月 - ひろしま駅ビル ASSE完成。
- 2020年（令和2年）
  - 3月31日 - 駅ビル閉館。
  - 春 - 駅ビル解体。
- 2025年（令和7年）3月24日 - 新駅ビル(minamoa)完成。

## ekie
1975年3月10日の山陽新幹線開通に合わせて、新幹線口西側の高架下に広島新幹線名店街として開業した。店舗は主に新幹線口の西側1階に集中し、土産屋・飲食店・書店・フィットネスセンターなどが出店していた。2階ではマクドナルドなど少数の飲食店のほか、かつては国鉄→JR西日本直営で運営されていた（その後JR西日本子会社の西日本キヨスク→ジェイアールサービスネット広島を経て、改良工事による閉店時点では別法人による運営）鉄道模型店『レールショップ・タブレット』があり、旧国鉄時代に設置された鉄道模型運転コーナーが設置されていた。
広島駅新幹線口の改良工事に合わせ、2015年5月22日に増床・リニューアルした。「広島の名産・銘品の発見、発信」をコンセプトに、1階は飲食店を除く店舗群をほぼ総入れ替えし、2階は書店とカフェの複合型店舗「Books&Cafe 廣文館」となった。
2018年9月以降、1階が「ekie WESTエリア」としての全面リニューアルが行われている。2階の「Books&Cafe 廣文館」はそのままekie WESTエリアのテナントとして存続している。
広島駅の橋上駅舎化により誕生した南北自由通路の東側に、2017年10月にオープンした（後述のエリア拡張時に「ekie SOUTHエリア」と改称されている）。
2018年には新幹線口高架下エリア（かつてみどりの窓口・旅行センターが設けられていたエリア）に拡張し、「ekie NORTHエリア」としてオープン、飲食店や土産物店が集積するゾーンとなった。
2024年9月26日から10月1日にかけ、翌年に開業する南口の新駅ビル「minamoa」に接するフロアを増床。全国最西端となる成城石井などが出店した。この増床部分は、2025年の新駅ビル開業以後はminamoaの一部となっている。

## ひろしま駅ビル時代
1965年12月に現在の駅ビルが開業した時は「ひろしま駅ビル」（ひろしまえきビル）を名乗っていた。1990年代には屋上遊園地・展望台浴場・映画館・ホテルなど当時のデパートに匹敵するほどの施設があった。1999年のASSE改装により全て退去しており、空いたスペースにはテナントが入居している。
1975年3月10日現在（山陽新幹線開業当時）の各フロアの構成
- 地下1階 - 地下食堂街・食品売り場
- 1階 - 駅改札・集札口・みどりの窓口・待合室・みやげもの売り場（広島駅）
- 2階 - 食堂・喫茶店・旅行案内・ゲームコーナー
- 3階 - 百貨うりば（専門店街）・ステーションシネマ（映画館）
- 4階 - 女性教室（カルチャーセンター）・名店食堂街 / お好み食堂街
- 5階 - ステーションホテル・医療センター
- 6階 - ステーションホテル
- 7階 - 展望浴場・展望食堂・屋上こども遊園・観賞魚コーナー

### 広島ステーションシネマ
広島ステーションシネマ（ひろしまステーションシネマ）は、以前ひろしま駅ビル3階にあった映画館。1998年の全面改装前に閉館した。
余談だが、末期の広島ステーションシネマで自主上映会を任されていた溝口徹は、閉館後に横川シネマ!!の支配人になっている。

### 広島ステーションホテル
広島ステーションホテル（ひろしまステーションホテル）は、以前ひろしま駅ビル5・6階にあったビジネスホテル。阪急ホテルチェーンが運営を行い、客室数は和室・洋室を合わせて計81室。レストラン・結婚式場・展望浴場（別経営）などを整備していた。1998年の全面改装前に閉店した。

## ひろしま駅ビル ASSE 時代
1999年4月に全面リニューアルされ、「ひろしま駅ビル ASSE」の愛称が付けられた。
核店舗と呼べるものはないが、地下一階の大半を地場スーパー・ユアーズの都市型店舗「ユアーズLIVI」が占有していた。飲食フロアが2階と6階に分かれているのが特徴で、2階飲食店の過半数はお好み焼き専門店であった。6階の一角には診療所・歯科・眼科がある他、7階にはマッサージルームが入居している。3階にあるスターバックスコーヒーはASSE改札口横にある立地を生かし駅構内からの利用も可能となっており実質的なエキナカ店舗でもあった。ただしASSE側と駅構内側は仕切られているため店内ASSE側と往来は不可である（注文口もASSE・駅構内別にある）。
駅改札に隣接する1階・2階の全店舗と3階のコインロッカー6階飲食店では『ICOCA電子マネー』を利用することができる。現在は他のフロアの一部店舗でも利用可能であった。
2006年 - 2008年3月中旬、各フロアのリニューアルが段階的に行われた。主に女性をターゲットにしたフロア構成となったが、1F・2Fは女性よりも県内外からの観光客やサラリーマンをターゲットにしたフロアとなっていた。
先述通り、2020年3月31日をもって、駅ビルとしての営業を終えた。
閉店当時、各フロアの構成は以下のとおりであった。
- 地下1階 - 食品・ドラッグストアのフロア（スーパー・カフェ・ベーカリー・ドラッグストアなど）
- 1階 - 和洋スイーツ・ファッション雑貨のフロア（広島銘菓・コスメ・フラワーショップなど）
- 2階 - 飲食のフロア（お好み焼き専門店・定食屋など）
- 3階 - レディースファッションのフロア（レディースファッション・雑貨・インテリア・カフェ・携帯電話ショップなど）
- 4階 - レディースファッションのフロア（レディースファッション・雑貨・コスメ・カフェなど）
- 5階 - 健康・文化・美のフロア（書籍・カフェ・メガネ・ヘアサロンなど）
- 6階 - 飲食と医療のフロア（郷土料理・そば・パスタ屋・各種クリニック・薬局など）、中国SC開発本社
- 7階 - サービスフロア（英会話・マッサージなど）

## 改築計画
2013年に広島電鉄の人事交代があり、建設が予定されている同電鉄の新線「駅前大橋線」のJR広島駅南口乗り入れについて、高架方式で駅に乗り入れる方針に転換した。それに伴い乗り入れ先がASSEの2-3階部分となる予定だが、現状では部分的な建て替え工事は技術的にも困難であること、JRの改札や駅を南北に貫く自由通路を建設中であるが、建て替えをしなかった場合それらと広島電鉄新駅との接続にも昇降が必要となり利便性が削がれること、建物自体完成から50年以上経過し老朽化が進行していることなどから、JR側はASSEについて全面建て替えを行うこととした。
この際、この自由通路に人工地盤を設け、その東側に商業スペースを集約・増強する考えも示している。なお、JR側は当初から広電新駅については高架案を支持している。
広島市はJR西日本や広島電鉄と協議を重ね、検討委員会や地元説明会を経て各所との話がまとまり、2014年9月2日に「広島駅南口広場の再整備等に係る基本方針」を決定したと発表した。この方針では平成30年代半ばの完成を目指して、広島電鉄がASSEの敷地内に路面電車の高架で乗り入れる計画としており、同時に広島駅南口広場の再整備を行うとしている。
また、この基本方針では広島市と広島電鉄が「路面電車インフラ部の整備」を、JR西日本が「広場自社所有部分上空を活用し、広場の立体利用を前提とした駅ビル建て替え」「駅ビル内における歩行者空間の整備」を行うと明記されている。
2019年3月15日にJR西日本・JR西日本不動産開発・中国SC開発・ジェイアール西日本ホテル開発の連名で駅ビルの建て替えに関する具体的計画が示された。
現駅ビルを地上20階建ての高層棟を含む建築面積約14,000平方メートル、延床面積約111,000平方メートルのビルに全面改築し、ショッピングセンターやシネマコンプレックス（松竹マルチプレックスシアターズ）、JR西日本ホテルズの新ブランドホテル「ホテルヴィスキオ」が入居する複合商業施設に生まれ変わる。2020年3月末の現駅ビル閉館、翌月の駅ビル建替え工事着手、2025年春の開業となるスケジュールが示されている。

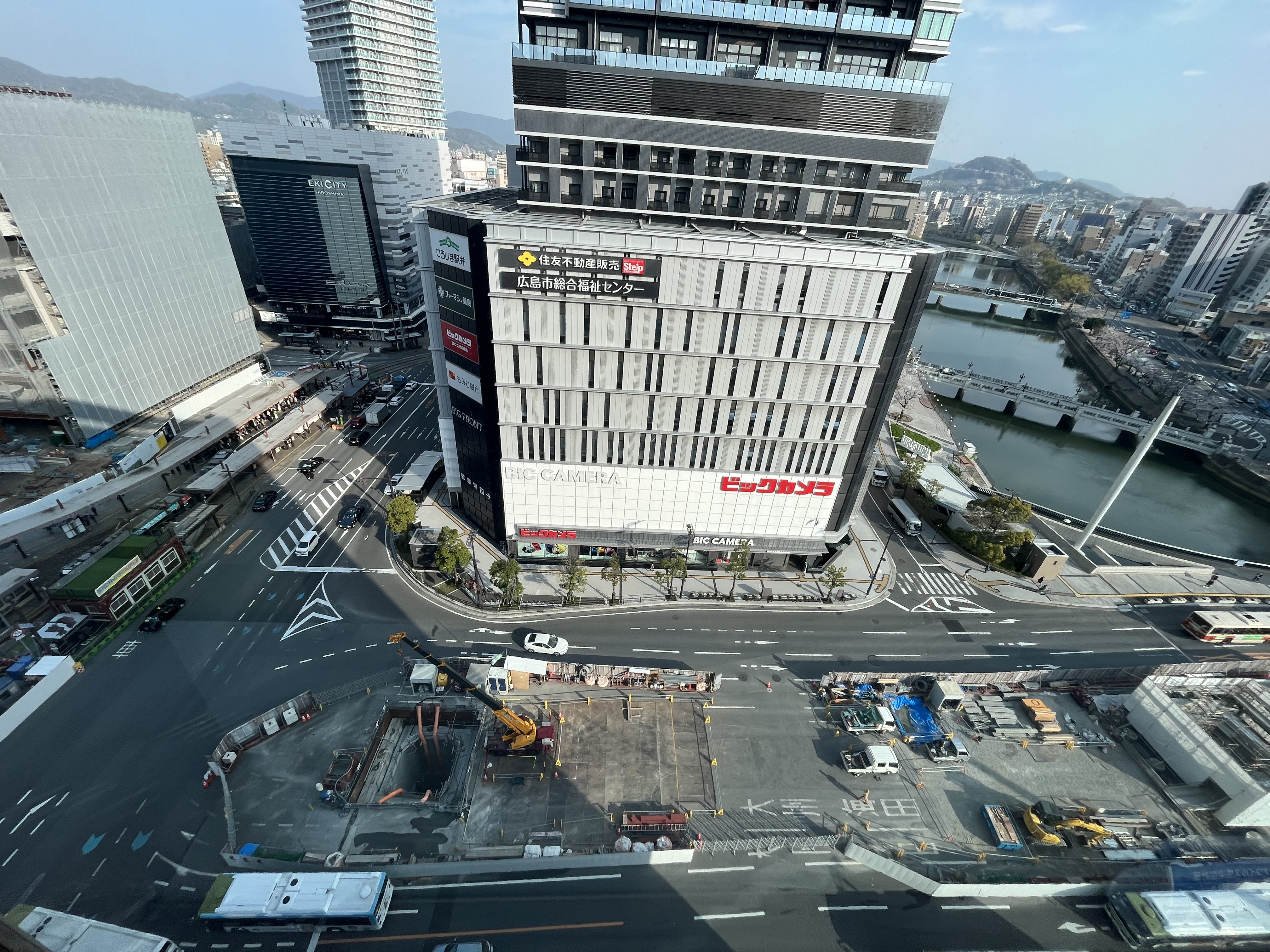
広島電鉄駅前大橋線の建設過程。（2023年3月）

2024年5月23日、中国SC開発は新駅ビルの商業施設名称を「minamoa」（ミナモア）とすることを明らかにした。

## 参照
1. ↑  藤原模型店の紹介 2025年8月10日。『藤原模型店』は国鉄直営時代より同店の販売員であった人物が、JR西日本からジェイアールサービスネット広島への出向解除（JRへの復職）辞令を機に退職後広島市東区光町にて独立開業した店舗であり、『タブレット』の閉店後も現存する。
2. ↑  『広島駅 広島新幹線名店街増床オープンについて』（プレスリリース）西日本旅客鉄道・中国SC開発、2015年5月7日。2015年7月20日閲覧。
3. ↑  “ＪＲ広島駅 「エキエ」に新駅ビル「ミナモア」とつながる新フロアオープン 人気７店舗を誘致｜FNNプライムオンライン”. FNNプライムオンライン (2024年9月26日). 2024年9月26日時点のオリジナルよりアーカイブ。2024年10月2日閲覧。
4. ↑  “プレスリリース詳細 | プレスリリース | スーパーマーケット成城石井”. www.seijoishii.co.jp. 2024年10月2日閲覧。
5. ↑  “ＪＲ広島駅 「エキエ」に新駅ビル「ミナモア」とつながる新フロアオープン 人気７店舗を誘致｜FNNプライムオンライン”. FNNプライムオンライン (2024年9月26日). 2024年9月26日時点のオリジナルよりアーカイブ。2024年10月2日閲覧。
6. ↑  中国新聞 夕刊 1975年3月10日 4ページ 広告
7. ↑  中国新聞 夕刊 1965年12月1日 4ページ 映画上映案内広告
8. ↑  中国新聞 夕刊 1965年12月1日 13ページ 広告
9. ↑  “広電、高架案に方針転換”. 中国新聞. (2013年1月19日).  オリジナルの2013年1月22日時点におけるアーカイブ。 2019年3月16日閲覧。
10. ↑  “広島電鉄:「駅前大橋線」高架案 アッセ建て替え不可避−−ＪＲ広島支社長 ／広島”. 毎日新聞地域面. (2013年2月2日)
11. ↑  『広島駅南口広場の再整備等に係る基本方針の決定について』（プレスリリース）広島市道路交通局都市交通部、2014年9月2日。
12. ↑  “広島駅ビルの建替え計画について”. 西日本旅客鉄道・JR西日本不動産開発・中国SC開発・ジェイアール西日本ホテル開発. (2019年3月15日) 2019年3月16日閲覧。
13. ↑  “旧広島駅ビルの壁面飾り55年　舟越保武さんの彫刻作品を廃棄　2020年の建て替え時に”. 中国新聞デジタル.   中国新聞社 (2023年7月17日). 2023年7月18日閲覧。
14. ↑  “2025年春開業 広島新駅ビル商業施設名称が決定”. ekie.   中国SC開発 (2024年5月23日). 2025年1月9日閲覧。